# Robert Ladd Thorndike
Pour les articles homonymes, voir Thorndike.
Robert Ladd Thorndike, né à Montrose (New York) le 22 septembre 1910 et mort le 21 septembre 1990 à Olympia (Washington), est un psychologue américain, spécialiste de psychométrie et de psychologie de l'éducation. Il a mené des recherches en psychologie animale et en psychologie humaine. Avec Irving Lorge, Thorndike publie un test standardisé en 1954, qu'il développe plus tard avec la collaboration d'Elizabeth Hagen, le Cognitive Abilities Test (en).

## Biographie
Il obtient une licence de mathématiques à l'université Wesleyenne (1931), puis entreprend des études de psychologie à l'université Columbia, où il obtient un master (1932) puis réalise un doctorat en psychologie (1935). Il enseigne la psychologie à l'université George-Washington (1934-1936) puis à l'institut de formations d'enseignants de l'université Columbia (1936-1939), où il est titularisé avec le titre de professeur en 1948. Il y fait ensuite toute sa carrière professionnelle, jusqu'à sa retraite académique en 1976. Il participe au conseil d'administration de l'Association américaine de psychologie de 1958 à 1961. Il meurt d'une insuffisance cardiaque, à 79 ans.
Durant la Seconde Guerre mondiale, il est affecté, en tant qu'officier, comme psychomotricien dans l'armée américaine (1942-1946). Il est notamment chargé de détecter les sources d'erreurs dans les tests psychologiques destinés au recrutement de pilotes d'avion, il publie ses résultats en 1947 sous forme de rapport interne à l'aviation militaire américaine, puis en 1949 dans Personnel selection : test and measurement techniques.
Il a été l'un des premiers à écrire sur le partitionnement de données.

## LeCognitive Abilities Test
En 1954, il est sollicité par l'éditeur de Terman pour réviser l'échelle d'intelligence Stanford-Binet. Il publie avec Irving Lorge un test destiné à une utilisation scolaire. Il développe ensuite ce test, d'abord connu sous l'intitulé Lorge-Thorndike Intelligence Tests, puis popularisé sous le nom Cognitive Abilities Test (en), avec Elizabeth Hagan. L'objectif visé est de proposer une batterie de tests capable d'indiquer un profil d'intelligence plutôt que d'établir un résultat de QI.

## Vie privée
Il est le fils du psychologue américain Edward L. Thorndike,, fondateur du béhaviorisme.

## Distinctions
- 1974 : président de l'American Educational Research Association
- président de la Psychometric Society.
- National Academy of Education
- Nicholas Murray Butler Medal, université Columbia
- Doctorat honoris causa, université Weslyenne

## Publications
- Personnel selection : test and measurement techniques, New York : J. Wiley, 1949.
- Concepts of Over and Under Achievement, Applied Psychometrics, Teachers College, 1963.
- Measurement and Evaluation in Psychology and Education, avec Elizabeth Hagen, 1961.
- Ten  Thousand Careers, avec Elizabeth Hagen, 1963.
- Reading Comprehension Education in Fifteen  Countries, 1973.